# Кікуко Цумура
Кікуко Цумура (яп. 津村 記久子, Tsumura Kikuko) — японська письменниця з Осаки. Володарка численних японських літературних нагород, зокрема премії Акутаґави, Літературної премії Номи, премії Осаму Дадзая, премії Кавабати Ясунарі та премії Оди Сакуносуке.

## Молодість та освіта
Цумура народилася 1978 року в Осаці (Японія). Добираючись до школи, вона читала науково-фантастичні романи, особливо твори Вільяма Ґібсона, Філіпа К. Діка та Курта Воннеґута, і ще на третьому курсі університету почала писати власний роман «Людожер». «Людожер» виграв 21-шу премію Осаму Дадзая і пізніше вийшов книжкою під назвою «Ти назавжди молодша».

## Кар'єра
Під час своєї першої роботи після закінчення коледжу Цумура зазнала домагань на робочому місці та звільнилася через десять місяців, щоб перекваліфікуватися та знайти іншу посаду. Цей досвід надихнув її написати історії про молодих працівників. 2008 року Цумура здобула літературну премію Нома за книжку «Нехай музика благословить вас», а 2009 року її роман «Човен потос-лайму» про молоду жінку, яка має нестабільну роботу, отримав 140-ту премію Акутаґави. Японський літературознавець Кендалл Гейцман схарактеризував «Човен потос-лайму» як «тріумф», що з великою майстерністю й тонкістю змальовує невелику групу персонажів із суперечливими інтересами та бажаннями". Книжка Цумури «Робочий дайджест», яка вийшла 2011 року, отримала 28-му премію Ода Сакуносуке, а 2013 року її оповідання «Водонапірна вежа і черепаха» виграло 39-ту премію імені Кавабати Ясунарі. 2016 року Міністерство освіти, культури, спорту, науки та технологій Японії відзначило роботу Цумури нагородою «Новий митець».
Цумура часто використовує характерний кансайський діалект, яким розмовляють в Осаці та навколишніх містах.

## Нагороди
- 21-ша премія Дадзай Осами 2005[13] за «Людожер»
- 2008 30-та літературна премія Нома[6] «Нехай музика благословить вас»
- 26-та премія Сакуя Коногана, 2008[14]
- 2009 140-та премія Акутагави (2008下)[15] за «Човен потос-лайму»
- 28-ма премія Oda Sakunosuke 2011[9] за «Робочий дайджест»
- 2013 39-та Премія Ясунарі Кавабати[10] за оповідання «Водонапірна вежа та Черепаха»
- 2016 Премія Міністерства освіти, культури, спорту, науки та технологій Японії для нових митців[11] за роман «У цьому світі немає легкої роботи»
- 27-ма літературна премія Мурасакі Сікібу 2017 року[16] за книгу "Мандрівний привид у Бразилії "

## Праці
- Areguria to wa shigoto wa dekinai, Chikuma Shobo, 2008, ISBN 9784480804174
- Myūjikku buresu yū!! (Music Bless You!!), Kadokawa Shoten, 2008, ISBN 9784048738422
- Kasōsuki no yukue, Kodansha, 2008, ISBN 9784062145374
- Potosu raimu no fune (The Lime Pothos Boat), Kodansha, 2009, ISBN 9784062152877
- Kimi wa eien ni soitsura yori wakai, Chikuma Shobo, 2009, ISBN 9784480426123
- Wākāzu daijesuto (Workers' Digest), Shueisha, 2011, ISBN 9784087713954
- Matomo na ie no kodomo wa inai, Chikuma Shobo, 2011, ISBN 9784480804327
- Yaritai koto wa nidone dake, Kodansha, 2012, ISBN 9784062177054
- Tonikaku uchi ni kaerimasu, Shinchosha, 2012, ISBN 9784103319818
- Kore kara oinori ni ikimasu, Kadokawa Shoten, 2013, ISBN 9784041104699
- Pōsuke, Chūō Kōron Shinsha, 2013, ISBN 9784120045752
- Evurishingu furouzu, Bungei Shunjū, 2014, ISBN 9784163901121
- Nidone towa tōku ni arite omō mono, Kodansha, 2015, ISBN 9784062190541
- Konoyoni tayasui shigoto wa nai [ : この世にたやすい仕事はない] (There's No Such Thing As An Easy Job), Nikkei Business Publications Inc., 2015, ISBN 9781635576917.
- Kuyokuyo manejimento, Seiryūshuppan, 2016, ISBN 9784860294465
- Makuramoto no hondana, Jitsugyōnonihonsha, 2016, ISBN 9784408536897
- Fuyūrei Burajiru (A Wandering Ghost in Brazil), Bungei Shunjū, 2016, ISBN 9784163905426
- Uesuto uingu (West Wing), Asahi Shimbun Shuppan, 2017, ISBN 9784022648532
- Manuke na koyomi, Heibonsha, 2017, ISBN 9784582837575
- Disu izu za dei (This is the Day), Asahi Shimbun Shuppan, 2018, ISBN 9784022515483